# Vasil Kakovin
Vasil Kakovin (1. prosince 1989, Čiatura) je gruzínský ragbista, který hraje jako pilíř za gruzínský tým Black Lion. Za Gruzii odehrál první zápas v listopadu 2008 proti skotské rezervní reprezentaci. Zúčastnil se MS 2011.
Do svých 16 let hrál vazače. Ragbyovou kariéru začal ve Francii. Začínal v klubu Brive (2010–2012), potom hrál za Toulouse (2012–2017), Racing 92 (2017–2020) a Stade Francais (2020–2024). V roce 2018 postoupil s týmem Racing 92 do finále Evropského poháru mistrů. V sezonách 2013/14 a 2014/15 měl vážně zraněné koleno a odehrál v těchto dvou sezonách dohromady jen 15 zápasů, z toho 8 v základní sestavě.